# Črna jama
Črna jama (hrv. Crna jama, Crna špilja) je krška špilja, a ujedno i jedan od ulaza u podzemni špiljski sustav Pivke. U početku je bila poznata kao zasebna jama, ali je s novim otkrićima povezana u jedan špiljski sustav s Postojnskom jamom. Smještena je na šumovitoj visoravni, 3 km sjeverozapadno od Postojne. Pristup je cestom koja vodi iz Postojne prema Velikom Otoku. Ulaz u špilju se nalazi na dnu velikog ponora.
Sobe su velike dvorane s horizontalnim osovinama i s velikim tamnim formacijama koje su dale ime špilji. Veliki dio 3294 m duge špilje poznat je još iz razdoblja srednjeg vijeka, kada je posjetiteljima Postojne skrenuta pažnja na ovu jamu.
Nakon otkrića unutrašnjih dijelova Postojnske jame u 1818. godini, crna špilja je dugo vremena bila manje atraktivna za posjetitelje. Između dva svjetska rata, glavni dio Postojnske jame i ove špilje je povezan s tunelom. Kasnije, speleolozi pronalaze prirodne veze s drugim dijelovima Postojnske jame.
Špilja je osvijetljena i uređena za turističke posjete uz pratnju vodiča.